# Ballistic Recovery Systems

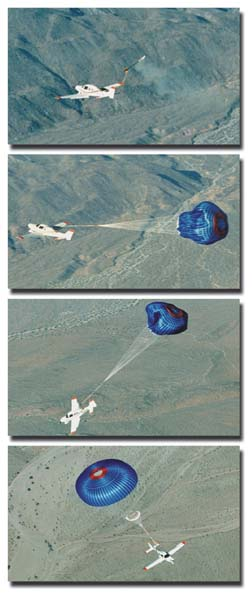
Применение парашюта

Ballistic Recovery Systems (BRS Aerospace или просто BRS) — производитель авиационных баллистических парашютов.
Компания была основана в 1980 году Борисом Поповым из Сент-Пола, штат Миннесота, США, после того, как он пережил 400-футовое (120 м) падение в частично разрушенном дельтаплане в 1975 году. В результате Попов изобрёл парашютную систему, которая могла опускать на землю целый легкий самолёт в случае потери управления, отказа конструкции самолёта или других аварийных ситуаций в полете.
26 августа 1986 года Попову был выдан патент США на так называемую систему безопасного снижения по баллистической траектории (BRS) — патент США 4607814 А.